# South Uniontown
South Uniontown es un lugar designado por el censo ubicado en el condado de Fayette en el estado estadounidense de Pensilvania. En el Censo de 2010 tenía una población de 1360 habitantes y una densidad poblacional de 1.154,06 personas por km².

## Geografía
South Uniontown se encuentra ubicado en las coordenadas 39°53′38″N 79°44′48″O / 39.89389, -79.74667. Según la Oficina del Censo de los Estados Unidos, South Uniontown tiene una superficie total de 1.18 km², de la cual 1.18 km² corresponden a tierra firme y (0%) 0 km² es agua.

## Demografía
Según el censo de 2010, había 1360 personas residiendo en South Uniontown. La densidad de población era de 1.154,06 hab./km². De los 1360 habitantes, South Uniontown estaba compuesto por el 92.5% blancos, el 4.85% eran afroamericanos, el 0.29% eran amerindios, el 0.15% eran asiáticos, el 0% eran isleños del Pacífico, el 0.15% eran de otras razas y el 2.06% pertenecían a dos o más razas. Del total de la población el 0.88% eran hispanos o latinos de cualquier raza.